# Гледичія колюча
Гледичія терниста, гледичія колюча (Gleditsia triacanthos L.) — високе дерево родини бобових (Fabaceae). Батьківщиною є Північна Америка. Акліматизована в Україні.
2023 року, згідно з наказом Міністра захисту довкілля та природних ресурсів України № 695/39751 від 05.05.2023 року внесена до "Переліку чужорідних видів дерев, заборонених у відтворенні лісів", з відповідною забороною використовувати її для створення та відновлення лісів та полезахисних смуг в Україні.

## Морфологічна характеристика
Рослина до 40 м заввишки, з темно-бурою корою і розлогою ажурною кроною. На гілках міцні прості або розгалужені колючки (3–7, а інколи й 30 см завдовжки). 
Листки (14–20 см завдовжки) чергові, парноперисті з 10–24 парами довгасто-яйцеподібних чи ланцетних листочків або листки двічі перисті з 8–16 парами листочків. 
Квітки майже правильні, одностатеві, зібрані в китиці до 7 см завдовжки. Жіночі квітки з подвійною оцвітиною. Чашечка широко дзвоникувата, п'ятилопатева, пухнаста; віночок із трьох-п'яти зеленуватих, майже однорідних дрібних пелюсток, що дорівнюють чи майже дорівнюють довжині чашечки. Пелюстки зовні запушені. Маточка одна, зав'язь верхня з коротким стовпчиком і великою колінчастою приймочкою. Чоловічі квітки звичайно з простою оцвітиною і складаються із широко дзвоникуватої п'ятилопатевої пухнастої чашечки, 6–10 вільних тичинок. 
Плід сплюснутий, трохи зігнутий біб (20–40 см завдовжки, 2,5–4 см завширшки). Плоди висячі, на довгій ніжці, майже не розкриваються, темно-коричневі, шкірясті. Насінини (близько 15 мм завдовжки) овальні, темно-коричневі, голі, блискучі.

## Екологічна пристосованість
Росте в лісових культурах у вигляді чистих, рідше мішаних лісостанів. Світлолюбна, солевитривала, довговічна порода, невимоглива до родючості ґрунту. Квітне в червні. В Україні насадження гледичії створювалися з 1809 року, переважно в степовій зоні (Херсонська, Запорізька, Миколаївська області) та на території АР Крим. Окремі ділянки є і в Лісостепу (Черкаська, Харківська області).

## Практичне використання

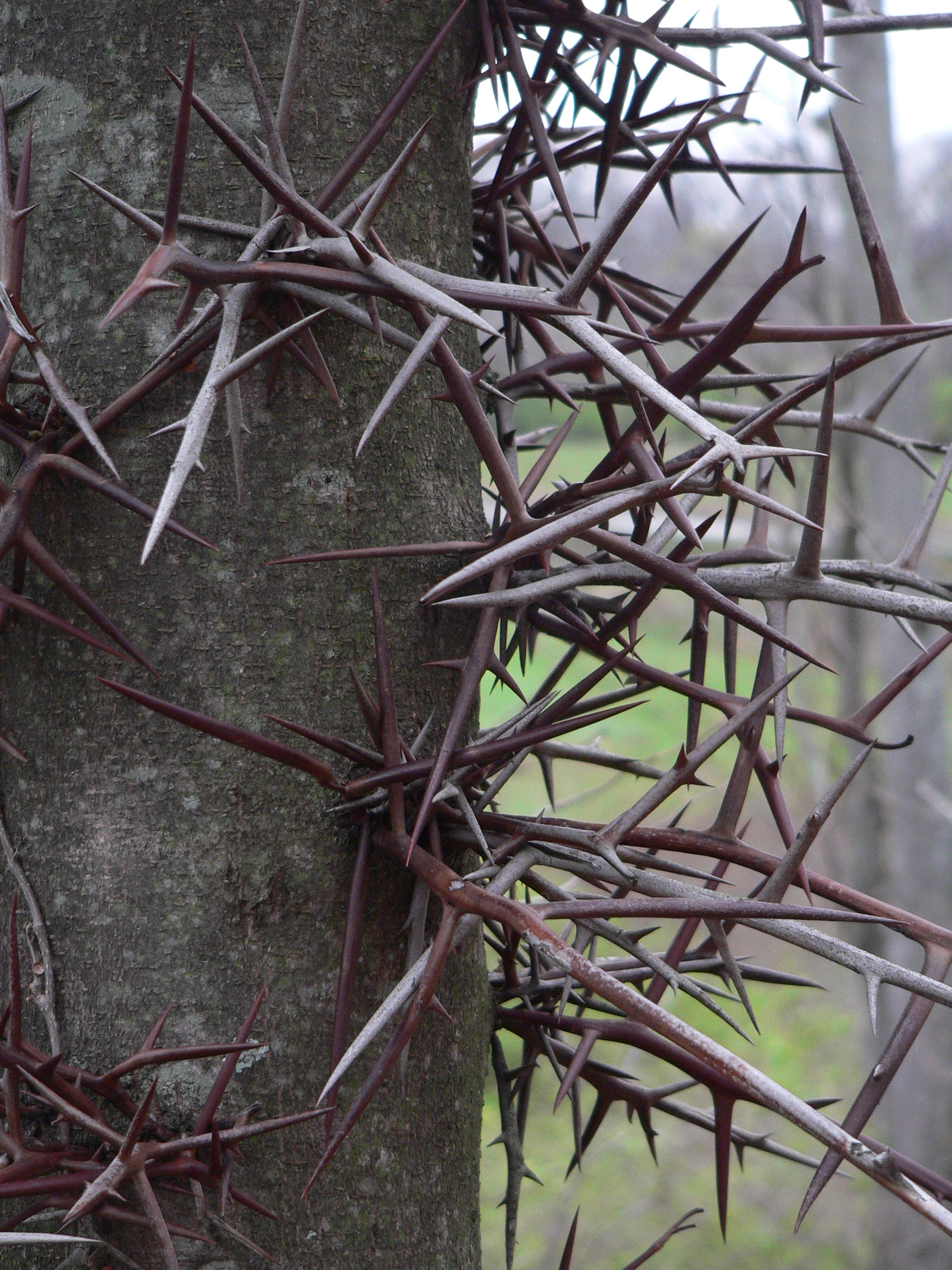
Колючки на стовбурі

Медоносна, харчова, деревинна, кормова, лікарська, інсектицидна, фітомеліоративна декоративна рослина.
Гледичія колюча — гарний літній медонос, який у південних районах України дає продуктивний взяток. Характерна особливість гледичії як медоносу це те, що вона виділяє нектар і в посушливу погоду. Бджоли охоче відвідують її квітки та за будь-якої погоди приносять у вулик чимало нектару та пилку. Медопродуктивність 200 −250 кг з 1 га.
Деревина гледичії міцна, важка, з красивим малюнком, іде на різні вироби, цінна для підводних і підземних споруд, використовують ще як дрова.
Плоди її м'ясисті, солодкі, поїдаються худобою. Листки й плоди багаті на вітамін С, з її насіння виготовляють сурогат кави. Молоді листки містять алкалоїд тріакантин, що застосовують від астми. Листки гледичії виділяють фітонциди, що згубно діють на деревницю в'їдливу. Тому її часто вводять як домішку в ясеневі культури для захисту їх від цього шкідника.
Гледичія колюча — гарна фітомеліоративна рослина. Коренева система її поверхнева, дуже розгалужена, розростається вбік від стовбура до 10 м і більше, вона утворює кореневі паростки, до ґрунту невибаглива, витримує засолення ґрунту. Добре переносить стрижку, придатна для створення непрохідних живоплотів, так само її використовують в інших декоративних насадженнях.
Відомі такі декоративні форми: пірамідальна, плакуча, карликова тощо.

## Галерея

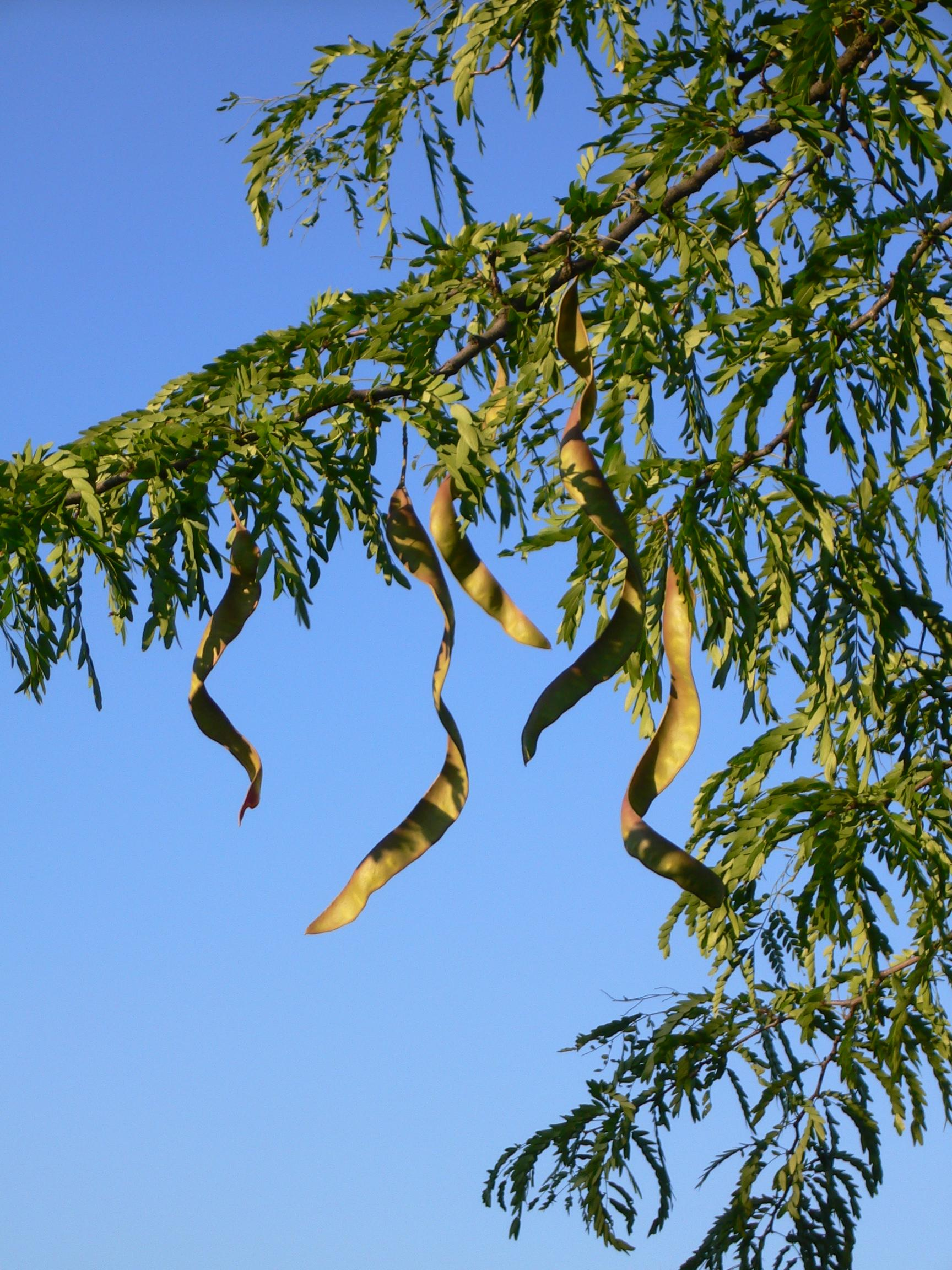
Гілка з плодами
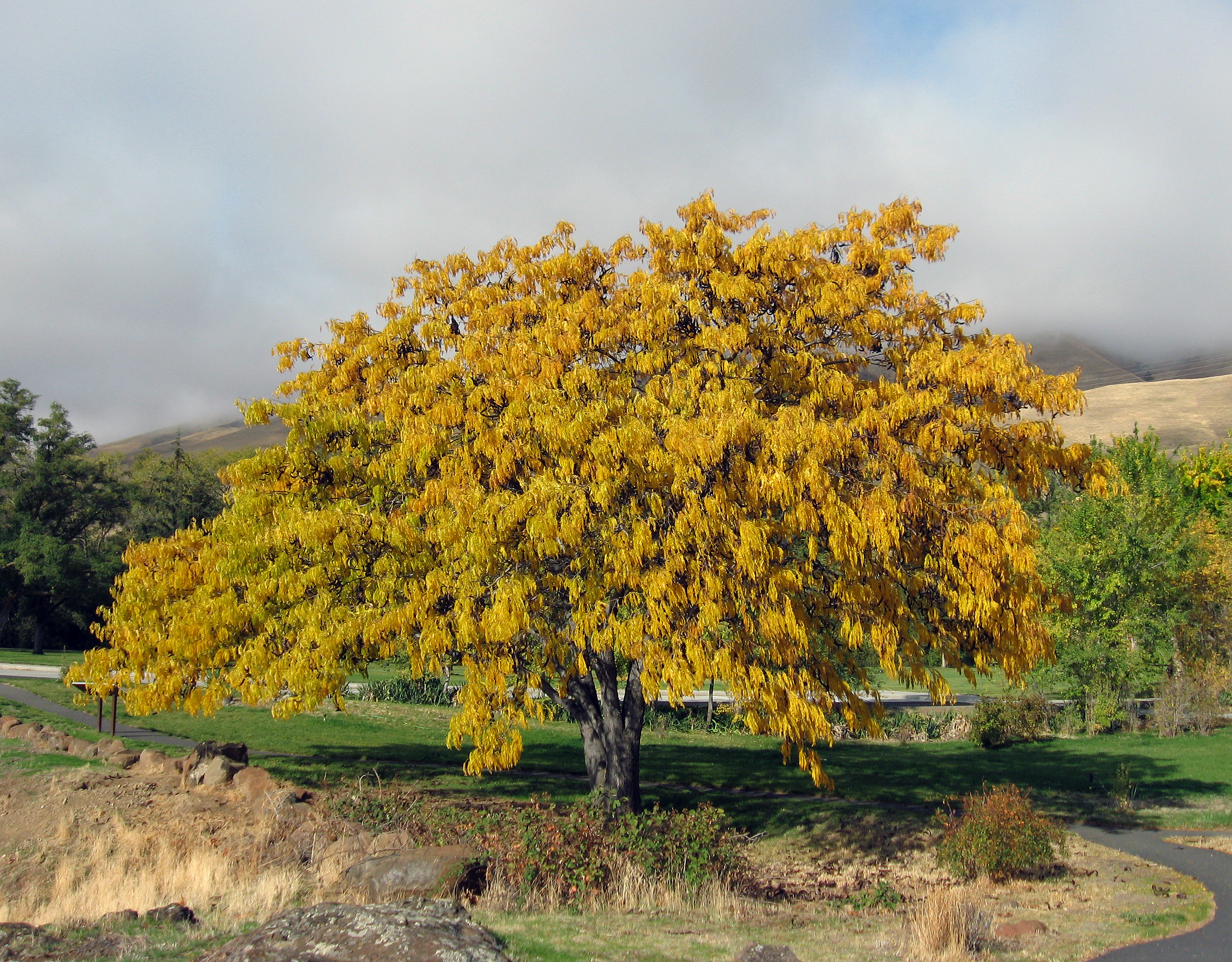
Загальний вигляд дерева
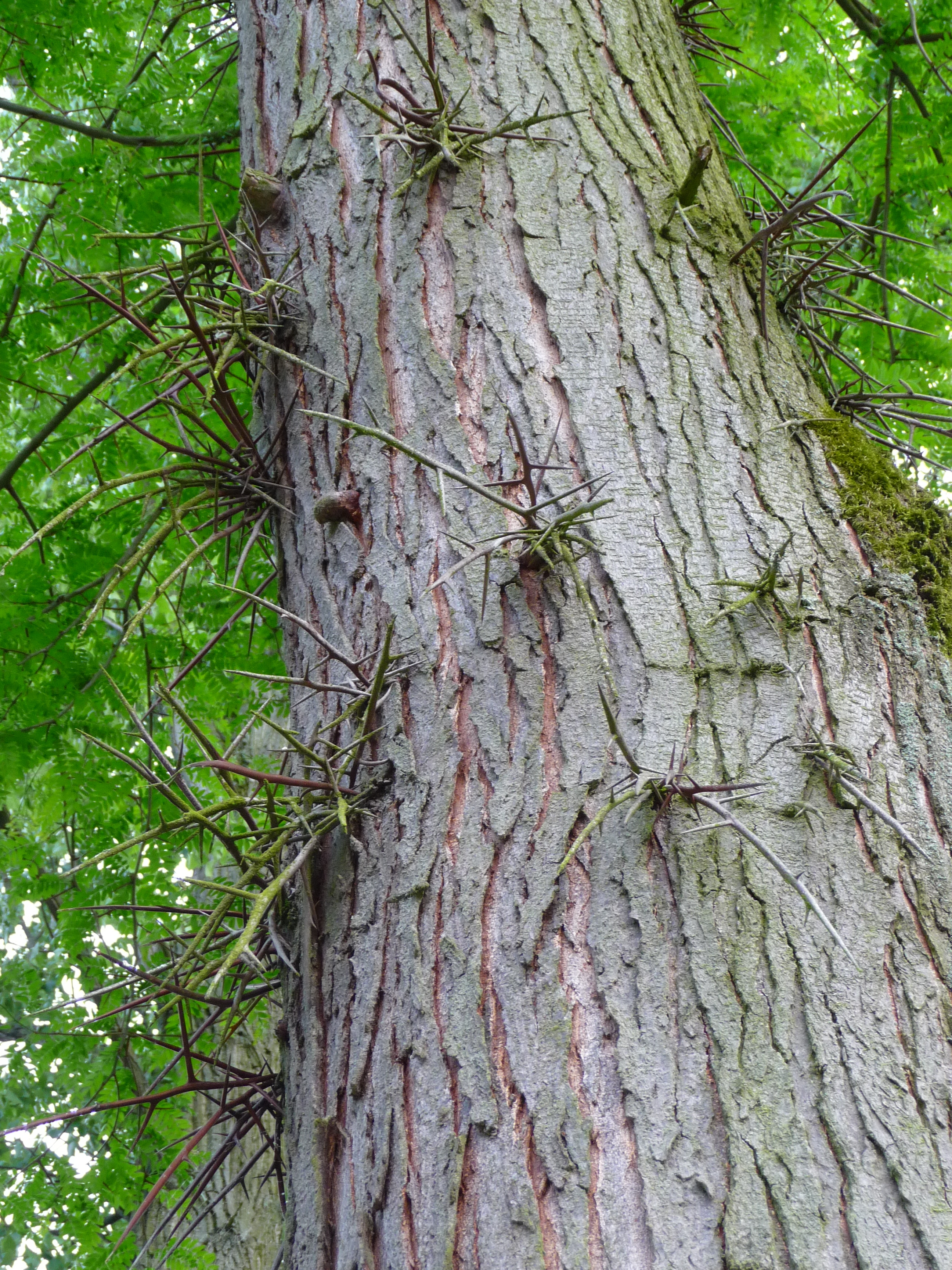
Усіяний колючими шипами стовбур
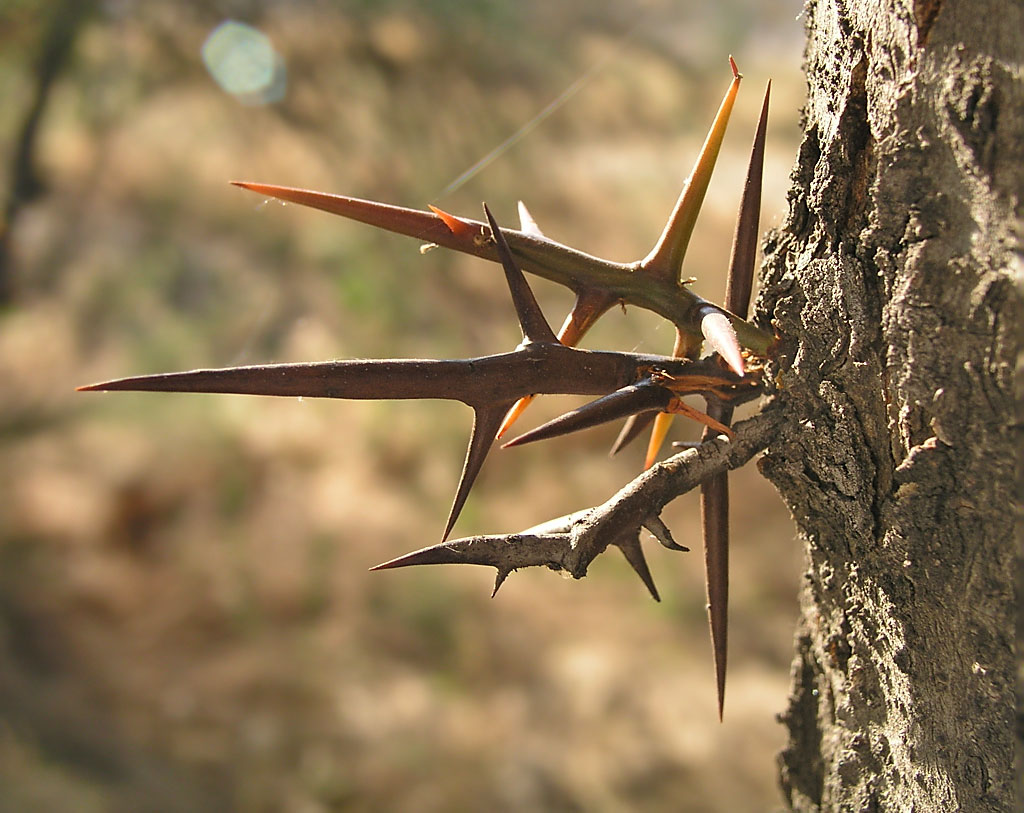
Колючка
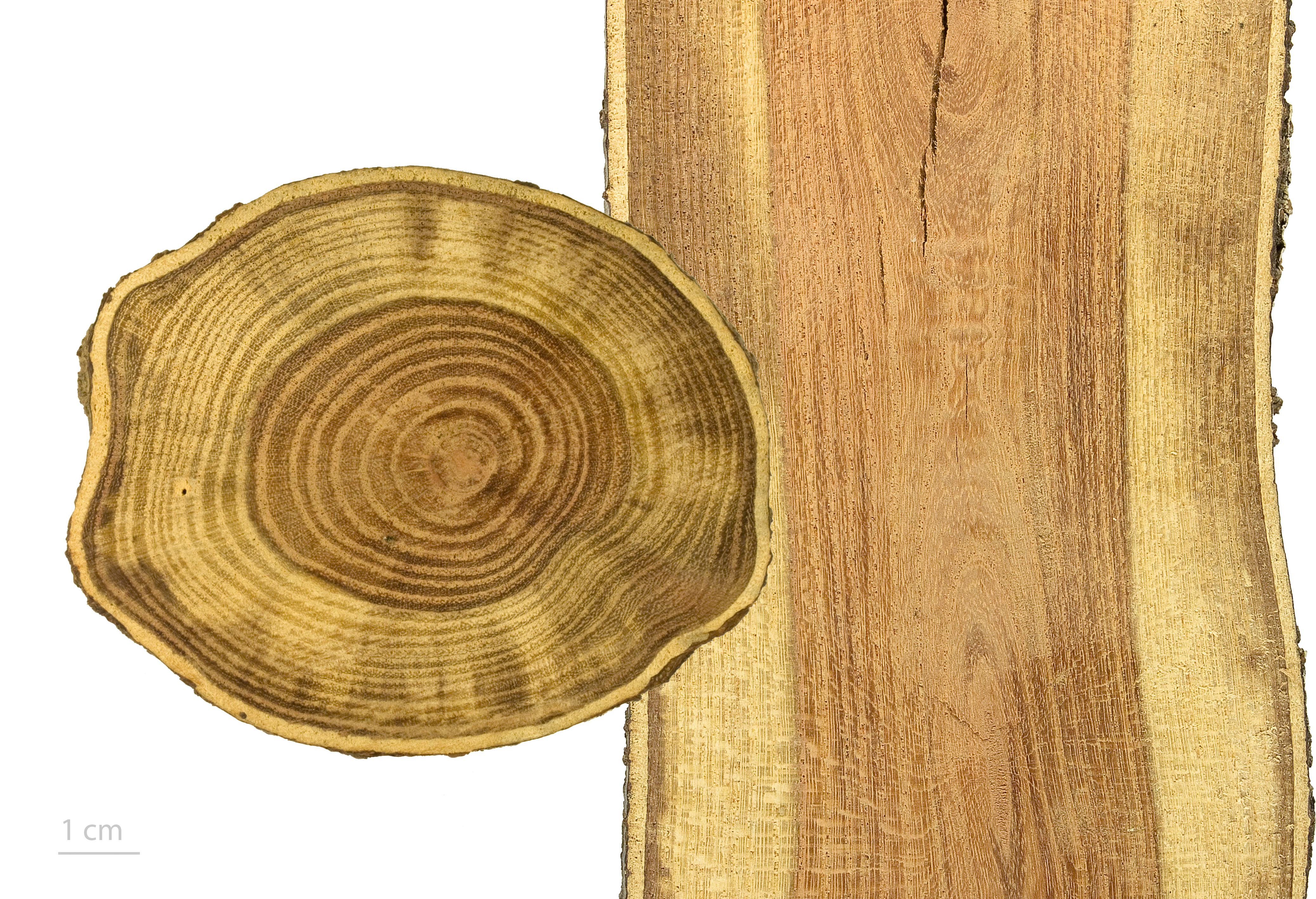
Gleditsia triacanthos — Тулузький музей